# Maureen O’Toole
Maureen O’Toole (Long Beach, California; 24 de marzo de 1961) fue una jugadora estadounidense de waterpolo.

## Biografía
Durante los 21 años que participó con la selección americana compitió en 6 campeonatos del mundo y en 7 FINA World Cups.
En 2010 entró a formar parte de la lista de honor del International Swimming Hall of Fame.

## Clubes
- University of California Berkeley ( Estados Unidos)

## Títulos
Como jugadora de la selección estadounidense:
- Medalla de plata en los juegos olímpicos de Sídney 2000